# Боронина, Ирина Александровна
Ирина Александровна Боронина (11 января 1937, Горький — 18 июня 2006, Москва) — советский российский литературовед, востоковед-японист, доктор филологических наук, научный сотрудник Института мировой литературы РАН.

## Биография
Ирина Александровна Боронина родилась 11 января 1937 г. в Горьком (Нижний Новгород). В 1952 г. поступила в Московский институт востоковедения. После окончания японского отделения университета в 1957 г. поступила в аспирантуру Московского государственного института международных отношений. В 1965 г. под руководством Н. И. Конрада защитила кандидатскую диссертацию «Какэкотоба, как один из специфических приемах японской классической поэзии» (по С. Д. Милибанд, тема диссертации «О многозначности образа в японской классической поэзии»).
В 1957—1969 гг. работала в Госкомитете Совмина СССР по радиовещанию и телевидению. С 1969 г. — научный сотрудник Института мировой литературы АН СССР.
В 1980 г. защитила докторскую диссертацию по монографии «Поэтика классического японского стиха (VIII—XIII вв.)» (1978).

## Научная деятельность
Основная сфера научных интересов — средневековая литература Японии.
Большинство работ посвящены поэзии эпохи Хэйан (IX—XII вв.). Монография «Поэтика классического японского стиха (VIII—XIII вв.)» (1978) исследует японскую поэзию периода ее наивысшего расцвета (VIII—XIII вв.), представленную в форме пятистиший-танка, анализирует ее эстетические принципы, творческий метод, поэтическую технику. Поэтический материал, включенный в книгу, по большей части был впервые переведен на русский язык.
Классический японский роман, моногатари, также занимает важное место в научном наследии И. А. Борониной. В монографии «Классический японский роман („Гэндзи моногатари“ Мурасаки Сикибу)» (1981) в центре внимания исследователя роман «Повесть о Гэндзи», авторство которого приписывается Мураками Сикибу, придворной даме императрицы Сёси.
Важнейшим достижением И. А. Борониной как переводчика является перевод «Синкокинсю» («Новое собрание старых и новых песен Японии»), одной из крупнейших поэтических антологий Японии XIII в. (1979). Помимо «Синкокинсю» были переведены и подготовлены к публикации «Синсэн вака», «Синсэн вакасю» — поэтические антологии X в., «У Заставы Одинокой сосны» (совместно с А. Е. Глускиной), «Утаавасэ», «Девять ступеней вака», трактаты об искусстве поэтического слова (X — начало XII в.).

## Основные работы
- О роли омонима в японской классической поэзии // Народы Азии и Африки. 1963. № 2. С. 147—155.
- Какэкотоба, как один из специфических приемах японской классической поэзии: Автореферат дисс. на соискание учен. степени кандидата филол. наук / АН СССР. Ин-т народов Азии. М.: [б. и.], 1965.
- Японская поэтика // Словарь литературоведческих терминов. М., 1974. С. 483—492.
- Поэтика классического японского стиха (VIII—XIII вв.). М.: Наука (ГРВЛ). 1978. 376 с.
- Классический японский роман («Гэндзи моногатари» Мурасаки Сикибу). М.: Наука, 1981. 294 с.
- Синсэн вака — поэтическая антология X в. / пер., вступ. ст. и комм. И. А. Борониной. СПб.: Гиперион, 1996. 284 с.
- Синсэн вакасю — Вновь составленное собрание японских песен / пер., предисл. и комм. И. А. Борониной. (Серия «Японская классическая библиотека». Вып. XVI). СПб.: Гиперион. 2001. 256 с.
- Утаавасэ. Поэтические турниры в средневековой Японии (IX—XIII вв.) / пер. И. А. Борониной. (Серия «Японская классическая библиотека». Вып. VI). СПб.: Гиперион, 1998. 224 с.
- У Заставы Одинокой сосны: Японские пятистишия / пер. И. А. Борониной. М.: Толк, 2000. 281 с. (совм. с А. Е. Глускиной)
- Синкокинсю: Японская поэтическая антология XIII века: в 2 т. / пер., предисл. и комм. И. А. Борониной. М.: Coral club international, 2000—2001[2].
- Поэтическая антология «Кокинсю» / Пер., исслед. и комм. И. А. Борониной. М.: ИМЛИ РАН, 2005. 399 с.
- Девять ступеней вака. Японские поэты об искусстве поэзии / изд. подг. И. А. Боронина; под ред. Е. М. Дьяконовой. (Серия «Литературные памятники»). М.: Наука, 2006. 428 с.